# NLRP1

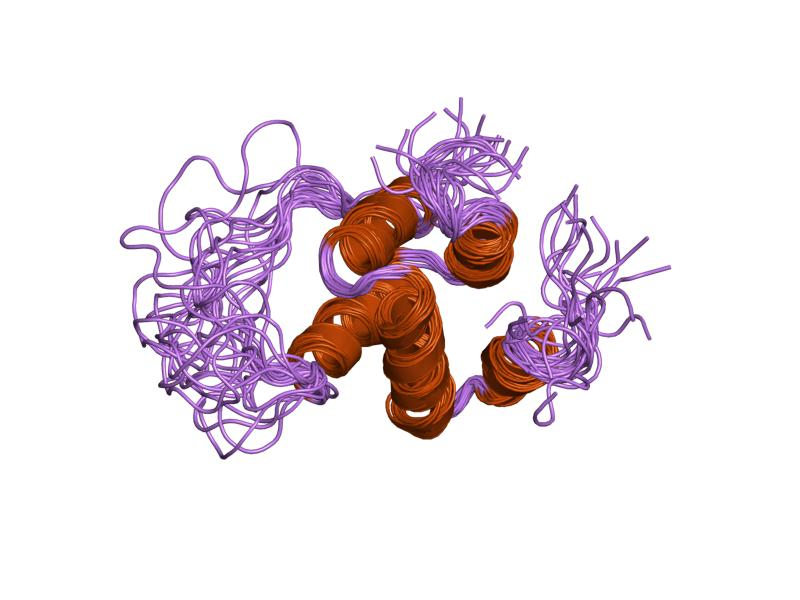

NLRP1‏ (NLR family pyrin domain containing 1) هوَ بروتين يُشَفر بواسطة جين NLRP1 في الإنسان.